# Indicatif régional 570

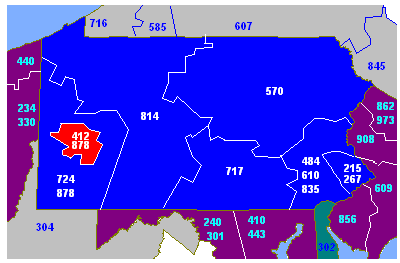
Carte de l'État de Pennsylvanie (en bleu et rouge) avec les territoires de ses indicatifs régionaux. Le territoire de l'indicatif régional 570 se trouve au nord-est de l'État.

L'indicatif régional 570 est l'un des multiples indicatifs téléphoniques régionaux de l'État de Pennsylvanie aux États-Unis.
Cet indicatif dessert le nord-est de l'État.
La carte ci-contre indique le territoire couvert par l'indicatif 570 (voir le nord-est de l'État)
L'indicatif régional 570 fait partie du Plan de numérotation nord-américain.

## Comtés desservis par l'indicatif
- Berks - partiellement
- Bradford
- Cameron - partiellement
- Carbon - partiellement
- Centre - partiellement
- Clinton - partiellement
- Clearfield - partiellement
- Columbia
- Dauphin - partiellement
- Juniata - partiellement
- Lackawanna
- Lebanon - partiellement
- Luzerne
- Lycoming
- Mifflin - partiellement
- Monroe - partiellement
- Montour
- Northampton - partiellement
- Northumberland
- Pike
- Potter - partiellement
- Schuylkill - partiellement
- Snyder
- Susquehanna
- Sullivan
- Tioga - partiellement
- Union
- Wayne
- Wyoming

## Principales villes desservies par l'indicatif
Williamsport, Wilkes-Barre, Scranton, Sayre et Pottsville